# Morning D.J. of W.O.L.D
Morning D.J. of W.O.L.D (soms alleen W.O.L.D.) is een nummer van Harry Chapin. Het is afkomstig van zijn album Short stories. Het was de enige single van deze singer-songwriter, maar eigenlijk verhalenverteller, die in Nederland de hitparade haalde (in België niet). Het nummer werd in december 1973 op single uitgebracht.

## Geschiedenis
Het lied gaat over een almaar ouder wordende diskjockey die in de ochtend plaatjes aan elkaar praat. Hij voelt zich steeds meer te oud voor dat werk, dat ooit zijn grote ambitie was. Het lied wordt gezongen als zijnde een klagelijk telefoongesprek met zijn vrouw, waarbij alleen de stem van hemzelf te horen is. Het lied is geïnspireerd op het leven van diskjockey Jim Connors. Connors is degene die Chapin lanceerde met zijn single Taxi. Chapin bezocht Connors even later tijdens een uitzending en de heren namen voor de radio (en daarna) hun leven door, waarbij er ook een gesprek plaatsvond tussen Connors en zijn vrouw. Vlak nadat Chapin Morning D.J. of W.O.L.D uitbracht ontmoetten de heren elkaar weer en Connors zei daarin dat het lied hem erg geraakt had.
Alhoewel het thema in de titel verwerkt is (WOLD), bezong Chapin niet altijd dat radiostation, dat echt bestaan heeft in Marion (Virginia). Chapin verving het veelvuldig door de namen van plaatselijke radiostations in de steden en dorpen waar hij optrad.
Het lied heeft anderen weer geïnspireerd, onder anderen Hugh Wilson met zijn televisieserie WKRP in Cincinnati.

## Hitnoteringen
De plaat bereikte in Chapins' thuisland de Verenigde Staten de 36e positie in de Billboard Hot 100 (Chapin noemde dat zijn “15 minutes of fame”) en ook in het Verenigd Koninkrijk haalde het een notering, al werd de plaat ook daar in het voorjaar van 1974 pas een hit.

### Nederland
In Nederland was de plaat op vrijdag 12 april 1974 verkozen tot Alarmschijf van de week op zeezender Radio Veronica en werd een radiohit. De plaat bereikte de 25e positie in de Nederlandse Top 40. Ook werd de plaat destijds veel gedraaid op Hilversum 3, maar bereikte desondanks de Hilversum 3 Top 30 niet maar bleef steken in de Tip 30.

### Nederlandse Top 40
| Positie: | 36 | 30 | 25 | 30 | 40 | uit |

### Verenigd Koninkrijk
Het was Chapins enige hitsingle aldaar.
| Hitnotering: 11-05-1974 t/m 14-06-1974 | Hitnotering: 11-05-1974 t/m 14-06-1974 | Hitnotering: 11-05-1974 t/m 14-06-1974 | Hitnotering: 11-05-1974 t/m 14-06-1974 | Hitnotering: 11-05-1974 t/m 14-06-1974 | Hitnotering: 11-05-1974 t/m 14-06-1974 | Hitnotering: 11-05-1974 t/m 14-06-1974 |
| Week:                                  | 1                                      | 2                                      | 3                                      | 4                                      | 5                                      |                                        |
| -------------------------------------- | -------------------------------------- | -------------------------------------- | -------------------------------------- | -------------------------------------- | -------------------------------------- | -------------------------------------- |
| Positie:                               | 48                                     | 42                                     | 35                                     | 34                                     | 40                                     | uit                                    |

### NPO Radio 2 Top 2000
| Nummer met noteringen in de NPO Radio 2 Top 2000 | '99  | '00  | '01  | '02  | '03  | '04 | '05  |
| ------------------------------------------------ | ---- | ---- | ---- | ---- | ---- | --- | ---- |
| Morning D.J. of W.O.L.D                          | 1225 | 1231 | 1342 | 1308 | 1734 | -   | 1683 |

1. ↑  Een '-' betekent dat het nummer niet was genoteerd en een vetgedrukt getal geeft de hoogste notering aan.
2. ↑  Deze tabel is bijgewerkt tot en met de laatste editie (2024).